# Hajnóczi Gábor
Hajnóczi Gábor (Baja, 1943. augusztus 18. – Budapest, 2005. január 18.) magyar művészettörténész, egyetemi tanár. A történelemtudomány kandidátusa (1992). A Professzorok Batthyány Körének tagja volt.

## Életpályája
1961-ben érettségizett a bajai III. Béla Gimnáziumban. 1962–1967 között a József Attila Tudományegyetem Bölcsészettudományi Kar hallgatója volt. 1967–1973 között Zircen gimnáziumi tanár volt. 1971–1973 között Vicenzában vendégkutatóként tevékenykedett. 1972-ben doktorált. 1974-ben elvégezte a Marxizmus-Leninizmus Esti Egyetem filozófia szakát. 1974–1985 között a Budapesti Műszaki és Gazdaságtudományi Egyetem Építészettörténeti és Elméleti Intézet könyvtárosa és tudományos kutatója volt. 1978–1982 között Rómában állami ösztöndíjas, valamint a Magyar Tudományos Akadémia Irodalomtudományi Intézet Reneszánszkutató Csoportjának külső munkatársa volt. 1981-től a Magyar Tudományos Akadémia Építészettörténeti és Elméleti Bizottsága tagja volt. 1982-től a Magyar Régészeti és Művészettörténeti Társulat tagja volt. 1985–1992 között a József Attila Tudományegyetem Bölcsészettudományi Kar Történeti Segédtudományok Tanszékén oktatott. 1992–1995 között a Római Magyar Akadémia igazgatóhelyetteseként dolgozott. 1995–2003 között a Pázmány Péter Katolikus Egyetem Olasz Tanszékének alapító egyetemi docense, 2003–2005 között egyetemi tanára volt. 2000-ben habilitált.

### Munkássága
A XV.-XVII. századi építészettörténettel, elsősorban az itáliai és a magyarországi reneszánsz építészetével, Andrea Palladio munkásságával foglalkozott. Nemzetközileg is fontos eredményeket ért el a XV.-XVII. századi olasz építészet forrásainak felkutatása, a korszak építészei (Andrea Palladio, Leon Battista Alberti, Marcus Vitruvius Pollio stb.) elméleti tevékenységének tisztázása terén. A Római Magyar Akadémia igazgatóhelyetteseként több nagy nemzetközi építészettörténeti konferenciát szervezett és kezdeményezte az intézmény évkönyveinek újraindítását. Vezető szerepet játszott a Pázmány Péter Katolikus Egyetem Olasz Tanszékének megalapításában, ahol kezdeményezésére nemzetközi Dante- (2000) és Petrarca- (2004), illetve javaslatára Budapesten Alberti-konferenciát (2004) is rendeztek.

## Családja
Szülei: Hajnóczi Ágost járásbíró, majd tsz-jogtanácsos és Bihari Irma voltak. Testvére: Hajnóczi Zsigmond hajóskapitány. Felesége, Gergely Katalin etnográfus volt. Két gyermekük született: Kristóf (1977–) és Eszter (1980–).
Búcsúztatása a Farkasréti temetőben zajlott.

## Művei
- Az emberközpontúság Vitruvius, Alberti és Palladio építészetelméletében (Építés- és Közlekedéstudományi Közlemények, 1968)
- Andrea Palladio építészet és építészetelméleti nézetei (Egyetemi doktori értekezés; Szeged, 1972)
- Palladio „Rotondájának” jelölői és jelöltjei. Kísérlet egy építészeti alkotás szemiotikai analízisére (Építés–Építészettudomány, 1974)
- Urbanisztika és utópia (Világosság, 1975)
- Építészetszemiotikai vizsgálódások. – Válogatás építészetszemiotikai tanulmányokból (Építés– Építészettudomány, 1977)
- Adalékok a zirci apátsági könyvtár és műgyűjtemény történetéhez (Művészet és felvilágosodás. Szerkesztette: Szabolcsi Hedvig, Zádor Anna; Budapest, 1978)
- Építészetszemiotikai vizsgálódások (Építés- Építészettudomány, 1978)
- Andrea Palladio (monográfia; illusztrálta: Tóvári László, fotó: Klaniczay Péter, Merényi Katalin, Pogány Frigyes, 48 táblával. (Budapest, 1979; németül: Hanau: 1979 és Lipcse: 1980)
- Szemiotikai perspektívák az építészetelméletben (Kultúra és szemiotika. Szerkesztette: Gráfik Imre, Voigt Vilmos; Budapest, 1981)
- Ellenreformáció és építészet. A tridenti zsinat és a késői reneszánsz építészetelmélet (Világosság, 1981)
- Eszmei és valóságos az olasz reneszánsz templomépítészetben (Építés–Építészettudomány, 1982)
- Egy Peruzzinak tulajdonított kéziratos traktátus (Építés–Építészettudomány, 1985)
- Giovanantonio Rusconi „Della Architettura” című műve az OSZK-ban (Ars Hungarica, 1986)
- A nemzeti építészeti stílus kérdése az Akadémia palota körüli vitában (Forradalom után – kiegyezés előtt. A magyar polgárosodás az abszolutizmus korában) (Szerkesztette: Németh G. Béla; Budapest, 1988)
- Vitruvius: Tíz könyv az építészetről (Fordította: Gulyás Dénes. Az előszót írta; Képzőművészeti Zsebkönyvtár; Budapest, 1988; új kiadás: 2009)
- Építészeti és urbanisztikai elvek a manierizmus korában. 1560–1600. (Építés–Építészettudomány, 1989)
- Vitruvius De architectura című műve a Budapesti Egyetemi Könyvtár cod. lat. 32. kéziratában. (Collectanea tiburtiana. Tanulmányok Klaniczay Tibor tiszteletére. Szeged, 1990)
- Az ideális és az utópisztikus város problémája. Filarete: Sforzinda. (Acta Universitatis Szegediensis. Acta Historica, 1990)
- A XV. századi itáliai építészeti traktátusok a korabeli Magyarországon (Acta Universitatis Szegediensis. Acta Historica, 1991)
- Az ideális város a reneszánszban (monográfia és kandidátusi értekezés; Szeged, 1991, megjelent: Budapest, 1994)
- Centrum és periféria. Társadalomkép és városalaprajz a XV–XVI. századi itáliai építészetelméletben (Acta Universitatis Szegediensis. Acta Historica, 1992)
- Filippo Brunelleschinek szóló ajánlás Leon Battista Alberti festészetről szóló traktátusában (Kelet és Nyugat között. Történeti tanulmányok Kristó Gyula tiszteletére. Szeged, 1995)
- A ‘symmetria’ és a művészetelméleti terminológia kezdetei a reneszánszban (Magyar Tudomány, 1999)
- Vitruvius öröksége. Tanulmányok a „De architectura” utóéletéről a XV. és a XVI. században (Budapest, 2002)
- A reneszánsz művészet történetének olvasókönyve (összeállította; Budapest, 2004)
- Petrarca és a képzőművészet (Helikon, 2004)

## Műfordításai
- Palladio, Andrea: Négy könyv az építészetről. Szerkesztette: Hajdú István, Szentkirályi Zoltán. Az utószót Zádor Anna írta. (Képzőművészeti Zsebkönyvtár. Budapest, 1982; új kiadás: 2008)
- Raffaello festői életműve. Az előszót írta Prisco, Michele, a dokumentációt készítette De Vecchi, Pierluigi. (A művészet klasszikusai; Budapest, 1984)
- Tolnay Károly: Teremtő géniuszok. Van Eycktől Cézanne-ig. Szerkesztette: Tímár Árpád. Fordította: Beke Lászlóval (Budapest, 1987)
- Vamba Bertelli, Luigi: Ebadta kölyke! Szélvész Jancsi naplója. Sajtó alá rendezte, átdolgozta: Majtényi Zoltán; illusztrálta: Sajdik Ferenc. (Budapest, 1989)
- Alberti, Leon Battista: A festészetről. Della pittura. 1436. Fordította, a bevezető tanulmányt írta (Budapest, 1997)

## Díjai
- Széchenyi Professzori Ösztöndíj (1998–2001)
- Az Olasz Köztársaság lovagja (2003)